# Уэрксуэрт
Уэ́рксуэрт (англ. Wirksworth) ― рыночный городок, расположенный в районе Дербишир-Дейлс в Дербишире, Великобритания. Согласно переписи 2011 года там проживало 5038 человек, в 2019 году ― 5180 человек. Здесь находится исток реки Экклсборн. Город получил рыночную хартию от Эдуарда I в 1306 году. Рынок проводится по вторникам в Мемориальных садах. Считается, что приходская церковь Святой Марии датируется 653 годом. Уэрксуэрт развивался как центр добычи свинца, а затем и камня. Многие свинцовые рудники в этом районе принадлежали семье Гелл из соседнего Хоптон-Холла.

## История
.

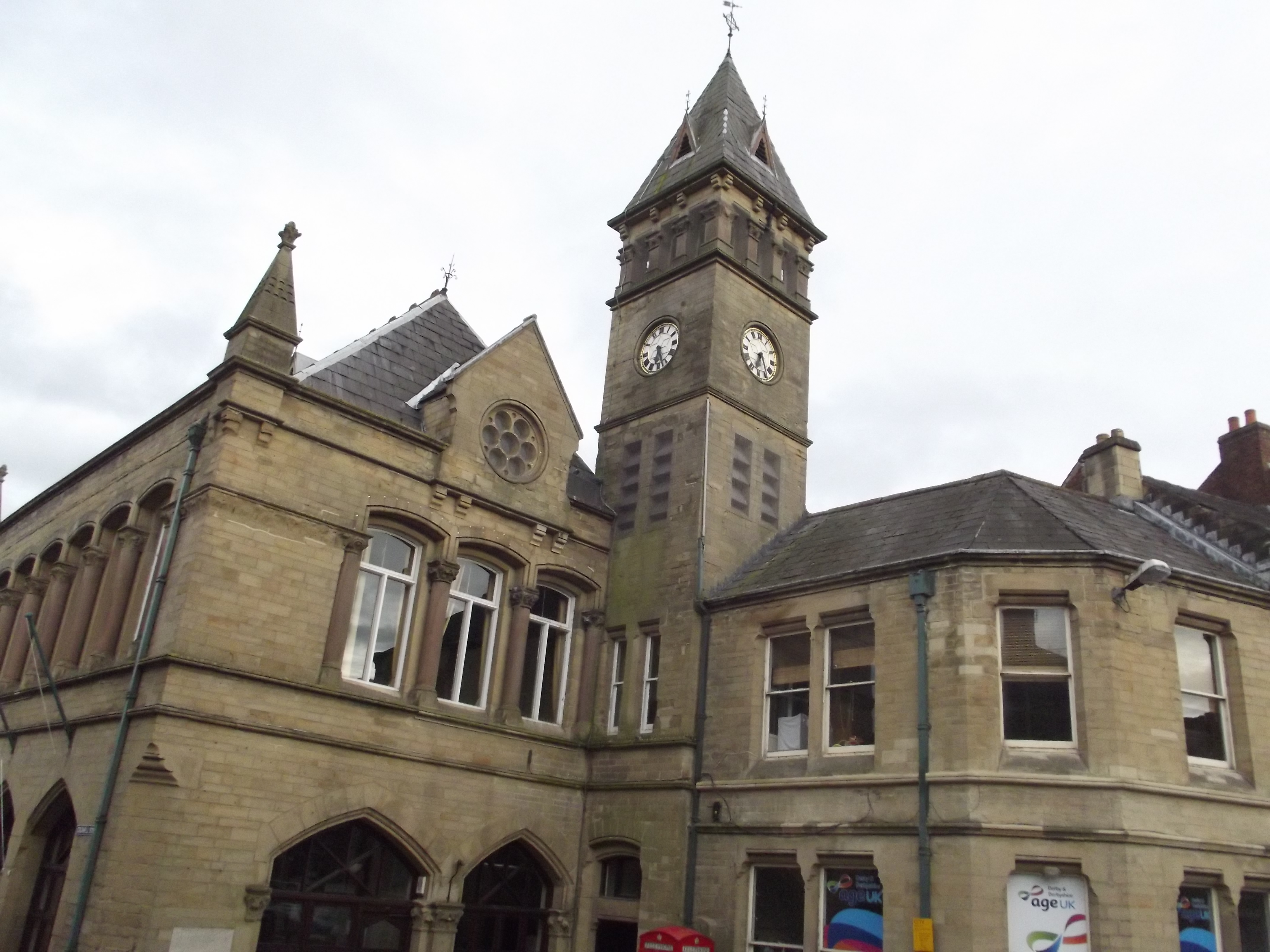
Бывшая ратуша

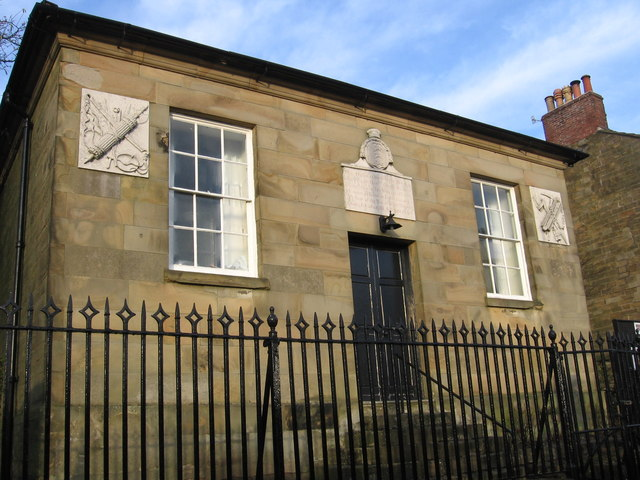
Бар Мут Холл на Чапел-лейн

Район Уэрксуэрта под названием White Peak известен остатками неолита и бронзового века.
В 1822 году в пещере Dream были найдены кости носорога свинцовыми рудокопами, на частной земле между Уэрксуэртом и современной Карсингтон-Уотер. В соседней пещере на пастбище Карсингтон в конце 20-го века были найдены доисторические находки.
В Римской Британии известняковый район современного Дербишира поставлял свинец, основной областью производства которого был Лутударум в холмах к югу и западу от современного Мэтлока. Римские дороги из Уэрксуэрта ведут в Бакстон и Броу-он-Но . Город имеет самую старую хартию, датируемую 835 годом, когда аббатиса Уэрксуэрта пожаловала близлежащие земли герцогу Гумберту Мерсийскому. Уэрксуэрт занесен в Книгу страшного суда 1086 года. 
В англосаксонские времена многие свинцовые рудники принадлежали аббатству Рептон. Три из них указаны в записи книги Страшного суда Уэрксуэрта . Ученые, изучавшие швейцарское ледниковое ядро, обнаружили, что уровни свинца в загрязнении воздуха Европы между 1170 и 1216 годами были аналогичны уровням во время промышленной революции.
Генрих VIII даровал хартию для шахтерского двора в городе, Бар Мут. Каждый имел право добывать руду где угодно, кроме кладбищ, садов или дорог. Нынешнее здание Бар Мут датируется 1814 годом. 
К 18-му веку было много тысяч свинцовых рудников, работающих индивидуально. Дефо рассказывает из первых рук о семье ведущего шахтера и о самом шахтере за работой. В это время была создана Лондонская ведущая компания для финансирования более глубоких шахт с дренажными каналами, называемыми суфами, и внедрения паровых насосов Ньюкомена.
В 1777 году Ричард Аркрайт арендовал землю и помещения для кукурузной мельницы у Филиппа Эйра Гелла из Хоптона и переоборудовал ее для прядения хлопка, используя свою водяную раму. Это была первая хлопчатобумажная фабрика в мире, которая использовала паровой двигатель, с помощью которого она пополняла мельничный пруд, приводивший в движение водяное колесо мельницы. Мельница примыкала к другой, Спидвеллской, принадлежавшей Джону Далли, местному торговцу. Мельница Аркрайта была сдана в субаренду в 1792 году, когда сын Аркрайта, Ричард, начал распродавать семейную собственность и заниматься банковским делом.

## География
По данным переписи 2011 года, гражданский приход Уэрксуэрта насчитывал 2416 жилых домов, 2256 домашних хозяйств и население в 5038 человек.
Районы Уэрксуэрта включают Йокклифф, Горси-Банк, Болхилл, Маунтфорд и Миллерс-Грин. Болхилл, хотя формально и является деревушкой в пригороде Уэрксуэрта, является самой старой и самой северной частью города, в то время как Йокклифф ― новое поместье в западном районе. Современные дома были построены в районе Трех деревьев и у подножия Стипл-Грейндж (Спринг-Клоуз).

## Образование
В Уэрксуэрте есть пять школ: Уэрксуэртская младшая школа, школа Энтони Гелла и колледж Кэллоу-Парк. Энтони Гелл был местным жителем, Агнес Ферн попросила его построить школу после ее смерти. На первоначальном месте теперь стоит частный дом на краю церковного двора. Нынешняя школа представляет собой общеобразовательную школу на более крупном участке у ручья Ханнадж, где учится около 800 учеников. Четыре здания школы названы в честь Фирна, Аркрайта (сэра Ричарда Аркрайта), Райта (Джозефа Райта из Дерби) и Гелла. Его зона ― город и окрестные деревни: Миддлтон, Карсингтон, Брассингтон, Кирк Айретон, Терндич, Мэтлок Бат, Кромфорд и Крич. Школа Энтони Гелла квалифицируется как Спортивный колледж.

## Культура

### Мероприятия
- Early April (Начало апреля) ― уэрксуэртский книжный фестиваль, стартовавший в 2016 году, является родственным мероприятием Уэрксуэртского фестиваля, посвященного книгам и чтению, особенно местным писателям[18].
- Early June (Начало июня) ― уэрксуэртский карнавал[19].
- First Sunday after 8 September (Первое воскресенье после 8 сентября) ― древний обычай, когда прихожане, взявшись за руки, окружают церковь. Это происходит в воскресенье после Праздника Рождества Христова.
- September (Сентябрь) ― с 1995 года фестиваль прославляет и продвигает искусство в городе. Устраиваются ярмарки ремесел, выставки и уличный театр[20].
- First Weekend in December (Первая неделя декабря).

## Известные жители
- Дэвид Герберт Лоренс ― писатель.
- Фредерик Тривз ― хирург[21].